# Varvara Turkestanová
Princezna Varvara Iljična Turkestanová, rusky: Варвара Ильинична Туркестанова, (26. prosince 1775, Moskva – 20. května 1819, Petrohrad) byla ruská šlechtična gruzínského původu, známá především díky mileneckému poměru s carem Alexandrem I. a svou korespondencí s francouzským emigrantem Ferdinandem Christinem, který popsal život u ruského dvora na počátku 19. století. Spáchala sebevraždu krátce poté, co porodila dceru, jejímž otcem byl pravděpodobně car Alexandr nebo její další milenec, kníže Vladimir Golicyn.

## Život
Varvara Turkestanová byla z třetí generace emigrantského gruzínského rodu. Byla členkou rodu Turkestanišvili, který byl založen v Rusku roku 1724. Narodila se v Moskvě. Byla sirotek a vychovával ji její příbuzný, generál Vasilij Arsenijev. Díky svému šarmu a vynalézavosti se stala populární mezi vybranou společností v Moskvě. Následně se stala dvorní dámou carevny Marie Fjodorovny, manželky cara Pavla I. a matky cara Alexandra I. Po roce 1810 navázala s carem Alexandrem blízký vztah, když jeho dlouholetá favoritka Marie Naryškina pobývala v zahraničí. V roce 1818 také navázala milenecký poměr s knížetem Vladimerem Golycinem, synem Varvary Golicynové a jejího o osmnáct let mladšího milence.
She was buried at the Alexander Nevsky Lavra. Her daughter, Maria (also known as Mimi; 1819–1843), was reared by Prince Golitsyn and eventually married Ivan Nelidov, brother of Varvara Nelidova, mistress of Nicholas I of Russia
V roce 1819 porodila Varvara dceru Marii, o které se povídalo, že je dcerou cara Alexandra nebo knížete Golicyna. Varvara nebyla provdaná, její porod vyvolal skandál ve dvoře. Následně požila Varvara silný jed a zemřela v Petrohradě, kde se ji snažil ošetřit sama carevna Maria Fjodorovna. Jako příčinu smrti uvedla carská rodina choleru. Byla pohřbena v Alexandro-Něvské lávře v Petrohradě. Její dcera Marie, známá také pod přezdívkou Mimi, byla vychována knížetem Golicynem a byla provdána za Ivana Nelidova, bratra Varvary Nelidové, která byla milenkou ruského cara Mikuláše I.